# Tharon Mayes
Tharon Rex Mayes (* 9. September 1968 in New Haven (Connecticut)) ist ein ehemaliger US-amerikanischer Basketballspieler.

## Laufbahn
Mayes besuchte in New Haven die Lee High School und dann die Hillhouse High School. Der 1,90 Meter große Guard spielte auf Hochschulebene für die Florida State University. Zwischen 1987 und 1990 wurde er in 77 Partien eingesetzt und überzeugte im Angriff vor allem in der Saison 1989/90, als er 23,3 Punkte je Begegnung erzielte. Des Weiteren wurde er an der Florida State University für seine Stärken in der Verteidigung geschätzt. Im Januar 1990 wurde Mayes auf unbestimmte Zeit aus der Hochschulmannschaft ausgeschlossen, nachdem es zu einer Auseinandersetzung mit einem Politeur gekommen war.
Mayes begann seine Profilaufbahn bei der Mannschaft Sioux Falls Skyforce in der Continental Basketball Association (CBA). In der Saison 1990/91 war er drittbester Korbschütze der CBA, nachdem er einen Punkteschnitt von 25,1 pro Partie verbucht hatte. Im August 1991 wurde Mayes von der NBA-Mannschaft Philadelphia 76ers verpflichtet. Er blieb bis Ende Dezember 1991 im Aufgebot und wurde in 21 Spielen eingesetzt, in denen er im Schnitt 4,3 Punkte erzielte. Mayes spielte wieder für die Mannschaft Sioux Falls Skyforce in der CBA, ehe er Anfang März 1992 in die NBA zurückkehrte. Die Los Angeles Clippers statteten ihn mit einem Vertrag über zehn Tage aus, in dieser Zeit bestritt er drei NBA-Spiele für die Kalifornier und kam auf drei Punkte je Begegnung.
Seinen ersten Halt im Ausland machte Mayes in der Saison 1992/93, als er bei Castors Braine in Belgien unter Vertrag stand. Anschließend spielte er im Jahr 1993 auf den Philippinen und erzielte für die Mannschaft Purefoods Hotdogs einen Punkteschnitt von 42,3 je Begegnung. 1993/94 war er erneut in der CBA beschäftigt: Erst kurzzeitig als Mitglied der Grand Rapids Hoops, dann trug er in 28 Partien die Farben des Ligakonkurrenten Fargo-Moorhead Fever und überzeugte dort mit 22,7 Punkten je Begegnung. Im Laufe des Spieljahres 1994/95 nahm Mayes ein Angebot von Breogán Lugo aus der spanischen Liga ACB an. Er zeigte sich in Spanien ebenfalls als korbgefährlicher Mann und erzielte in 38 Einsätzen im Durchschnitt 22,6 Punkte.
Mayes’ nächster Halt wurde der deutsche Bundesligist Rhöndorfer TV. Er war in der Saison 1995/96 mit 17,7 Punkten je Begegnung bester Korbschütze der Rhöndorfer Mannschaft und zehntbester der Basketball-Bundesliga insgesamt. Im Sommer 1996 gewann Mayes mit der Mannschaft Florida Sharks den Meistertitel in der United States Basketball League. Im weiteren Verlauf des Jahres 1996 stand er in Diensten der Mannschaft Formula Shell Zoom Masters (Philippinen).  Nach einem kurzen Abstecher zum israelischen Verein Hapoel Tsfat zu Beginn der Saison 1996/97 schloss sich der US-Amerikaner in seinem Heimatland den Yakima Sun Kings (CBA) an. Im Laufe der Saison 1997/98 wurde er von Covirán Sierra Nevada in die spanische Liga ACB zurückgeholt, in der nachfolgenden Spielzeit 1998/99 verstärkte Mayes ab Februar 1999 ebenfalls in Spaniens höchster Spielklasse Recreativos Orenes Murcia.
Im Spieljahr 1999/2000 stand Mayes zum zweiten Mal in seiner Laufbahn in Israel unter Vertrag, er erzielte in neun Ligaeinsätzen für Hapoel Holon im Schnitt 12,2 Punkte. Im Januar 2000 kam es zur Trennung. Sein letzter Halt als Berufsbasketballspieler waren im Jahr 2000 die San Diego Stingrays in der US-Liga International Basketball League.
Mayes wurde nach seiner Spielerzeit als Jugendtrainer tätig, war als solcher in der kanadischen Großstadt Toronto, im US-Bundesstaat Florida, in Boston und in seiner Heimatstadt New Haven beschäftigt. Sein Stiefsohn Xavier Rathan-Mayes wurde ebenfalls Berufsbasketballspieler.